# Antonio Maceda
Antonio Maceda Francés (Sagunto, 16 maggio 1957) è un ex calciatore e allenatore di calcio spagnolo, di ruolo difensore.

## Carriera

### Club
Militò nello Sporting Gijón e nel Real Madrid, con cui vinse quattro campionati spagnoli consecutivi e una Coppa UEFA.

### Nazionale
Con la Nazionale ha disputato 36 partite segnando 8 reti prendendo parte a due Mondiali e ad un Europeo.

## Palmarès

### Competizioni nazionali
- Campionato spagnolo: 4

Real Madrid: 1985-1986, 1986-1987, 1987-1988, 1988-1989
- Coppa di Spagna: 1

Real Madrid: 1988-1989

### Competizioni internazionali
- Coppa UEFA: 1

Real Madrid: 1985-1986